# Теорема Сарда
Теорема Сарда — теорема математического анализа с приложениями в дифференциальной геометрии и топологии, теории катастроф и теории динамических систем.
Названа в честь американского математика Артура Сарда.
В некоторых источниках называется теоремой Бертини — Сарда,
а также иногда связывается с именами Энтони Морса (им получен более ранний частный результат) и Шломо Стернберга (более поздний, но более общий результат).

## Формулировка
Пусть {\displaystyle U} — открытое множество в пространстве {\displaystyle \mathbb {R} ^{m}} и {\displaystyle f:U\to \mathbb {R} ^{n}} — гладкая функция класса {\displaystyle C^{k},} где число {\displaystyle k\geqslant 1.}
Пусть {\displaystyle S\subset U} — множество критических точек функции {\displaystyle f.} Если {\displaystyle k\geqslant m-n+1,} то множество критических значений {\displaystyle f(S)} является множеством меры нуль (в смысле меры Лебега) в пространстве {\displaystyle \mathbb {R} ^{n}.}

### Замечания
- Как показал Х. Уитни, степень гладкости {\displaystyle k} здесь не может быть уменьшена ни при каких сочетаниях {\displaystyle m} и {\displaystyle n.}[6][7]
- Верен также аналог теоремы Сарда с категорией Бэра, то есть в тех же предположениях множество критических значений имеет первую категорию Бэра.

## Пример
Рассмотрим тождественно постоянную функцию {\displaystyle f\equiv f_{0}.} Все точки её области определения {\displaystyle U} являются критическими, следовательно, {\displaystyle S=U.} Однако множество критических значений {\displaystyle f(S)} состоит из единственной точки {\displaystyle f_{0}}, и следовательно, имеет нулевую меру Лебега.

## Вариации и обобщения

### Лемма Сарда
| Мера множества критических значений {\displaystyle C^{1}}-гладкой функции {\displaystyle f:[a,b]\to \mathbb {R} ^{1}} равна нулю. |

Доказательство.
Без ограничения общности будем считать отрезок {\displaystyle [a,b]=[0,1].}
Выберем число {\displaystyle \varepsilon >0} и разобьём отрезок {\displaystyle [0,1]} на {\displaystyle n} равных частей так, чтобы на каждой из них колебание производной {\displaystyle f'} не превосходило {\displaystyle \varepsilon .} Это можно сделать в силу того, что по условию леммы, функция {\displaystyle f'} непрерывна на отрезке {\displaystyle [0,1]}, и следовательно (Теорема о равномерной непрерывности), равномерно непрерывна на нём, т. е.
{\displaystyle \forall \varepsilon >0\ \exists \delta >0\ \forall x_{1},x_{2}\in [0,1]:\ |x_{1}-x_{2}|<\delta \Rightarrow |f'(x_{1})-f'(x_{2})|<\varepsilon .}
Обозначим через {\displaystyle \Delta _{i}} те отрезки (части сделанного выше разбиения), которые содержат хотя бы одну критическую точку функции {\displaystyle f,} т. е. {\displaystyle \exists \xi _{i}\in \Delta _{i}\ :\ f'(\xi _{i})=0.} Очевидно, что для таких отрезков справедлива оценка {\displaystyle |f'(x)|\leqslant \varepsilon } для всех {\displaystyle x\in \Delta _{i}}, и следовательно (Формула конечных приращений), для любых двух точек {\displaystyle y_{1},y_{2}\in f(\Delta _{i})} выполнено неравенство
{\displaystyle |y_{1}-y_{2}|\leqslant \max _{x\in \Delta _{i}}|f'(x)|\cdot |\Delta _{i}|\leqslant \varepsilon /n.}
Покроем каждое множество {\displaystyle f(\Delta _{i})} интервалом длины {\displaystyle 2{\cdot }\varepsilon /n,} тогда мы получим покрытие множества всех критических значений интервалами, сумма длин которых не превосходит {\displaystyle 2{\cdot }\varepsilon /n\cdot n=2{\cdot }\varepsilon .}
В силу произвольности выбора числа {\displaystyle \varepsilon } это означает, что мера множества критических значений равна нулю.

### Теорема Дубовицкого
Пусть {\displaystyle M^{m}} и {\displaystyle N^{n}} — два гладких многообразия положительных размерностей {\displaystyle m} и {\displaystyle n} и {\displaystyle f:M^{m}\to N^{n}} — гладкая функция класса {\displaystyle C^{k},} где {\displaystyle k\geqslant 1.} Точка {\displaystyle x\in M^{m}} называется неправильной, если ранг матрицы Якоби функции {\displaystyle f} в ней меньше {\displaystyle n.}
Точка {\displaystyle y\in N^{n}} называется неправильной, если {\displaystyle y=f(x)} хотя бы для одной неправильной точки {\displaystyle x\in M^{m}}.
В случае {\displaystyle m\geqslant n} понятие неправильной точки совпадает с понятием критической точки функции. В случае {\displaystyle m<n} все точки многообразия {\displaystyle M^{m}} являются неправильными.
| Если число {\displaystyle k\geqslant m-n+1,} то множество неправильных точек отображения {\displaystyle f} в многообразии {\displaystyle N^{n}} имеет первую категорию по Бэру, то есть является конечным или счётным объединением компактных множеств, нигде не плотных в {\displaystyle N^{n}.} |

Эта теорема была доказана советским математиком А. Я. Дубовицким.

### Другие аналоги
- Бесконечномерный аналог теоремы Сарда (для многообразий в банаховых пространствах) получен Стивеном Смейлом[11].
- Аналоги для отображений пространств Гёльдера и Соболева получены в Боярским, Хайлажем и Стржельским[12].
- Аналог для функций пониженной гладкости получен Коробковым [13].